# The Collection (Atomic Kitten-album)
The Collection är ett samlingsalbum av den brittiska gruppen Atomic Kitten, utgivet den 2 maj 2005.

## Låtförteckning
1. "Whole Again"
2. "Dancing In The Street"
3. "Ladies Night"
4. "Use Your Imagination"
5. "Turn Me On"
6. "Right Now"
7. "It's OK"
8. "Love Won't Wait"
9. "Don't Go Breaking My Heart"
10. "Believer"
11. "Follow Me"
12. "Tomorrow & Tonight"
13. "Walking On The Water"
14. "Love Doesn't Have To Hurt"
15. "No One Loves You (Like I Love You)"